# Frankie Dunlop
Francis "Frankie" Dunlop (født 6 december 1928 i Buffalo New York, USA, død 7. juli 2014) var en amerikansk jazztrommeslager.
Dunlop huskes nok bedst for sit virke med Thelonius Monk (1960-1964). 
Han spillede også spillet med Charles Mingus , Maynard Ferguson, Duke Ellington, Sonny Rollins, Earl Hines, Lionel Hampton og Joe Zawinul.